# Gustaf Hammar
Gustaf Wilhelm Hammar (22. června 1893 – 19. srpna 1954) byl americký experimentální fyzik švédského původu. Byl nejstarší ze šesti dětí Anderse Vilhelma Hammara a Elin Christiny Hammarové (rozené Olssonové). V roce 1913 emigroval do Spojených států, kde nastoupil k bakalářskému studiu na Bethel University v St. Paul. Roku 1920 se oženil, s manželkou Louise měli čtyři děti a žili v King County.
Magisterský titul získal na University of Idaho v roce 1924 a doktorský na Kalifornském technologickém institutu v roce 1927. Tématem jeho disertační práce byla "Magnetická susceptibilita některých běžných plynů."
Poté se vrátil na University of Idaho vyučovat a stal se zde vedoucím Katedry fyziky v roce 1930, tento post zastával následujících 16 let. Vedl laboratoř materiálového inženýrství a snažil se její výzkumy aplikovat do praxe, například v oblasti fotoelektrického jevu vyvinul spolu se svým studentem Lawrencem W. Foskettem telefon, v němž probíhal přenos signálů světlem namísto měděných drátků. Nicméně nejvíce se proslavil experimentem, který byl zcela mimo jeho hlavní oblasti výzkumu, totiž Hammarovým experimentem, což byl test platnosti speciální relativity.
V roce 1946 nastoupil do Eastman Kodak Company jako vedoucí fyzik u divize námořního dělostřelectva. Během činnosti pro Kodak pracoval na různých vojenských projektech, včetně rozvoje infračervených fotosenzitivních buněk pro použití v noktovizorech a časově zpožděných pojistek pro použití v bezobslužných zbraních určených k oklamání nepřítele, který měl uvěřit, že velké síly jsou soustředěny v oblastech, kde ve skutečnosti nejsou. V roce 1953 byl za svůj výzkum v oblasti fyziky oceněn zvolením do Americké fyzikální společnosti.